# 赤排羌
赤排羌，唐朝初期一股少数民族势力，武德元年，在西秦政权被消灭后联合浅水原之战中反叛的钟俱仇入寇汉中，被秦州总管窦轨击溃后相继投降。窦轨也因此进封酂国公。

### 书目
- 刘昫：《旧唐书》
- 欧阳修：《新唐书》

### 引用
1. ↑  《旧唐书》列传第十一
2. ↑  《新唐书》列传第二十